# 1000-Meilen-Rennen von Sebring 2022

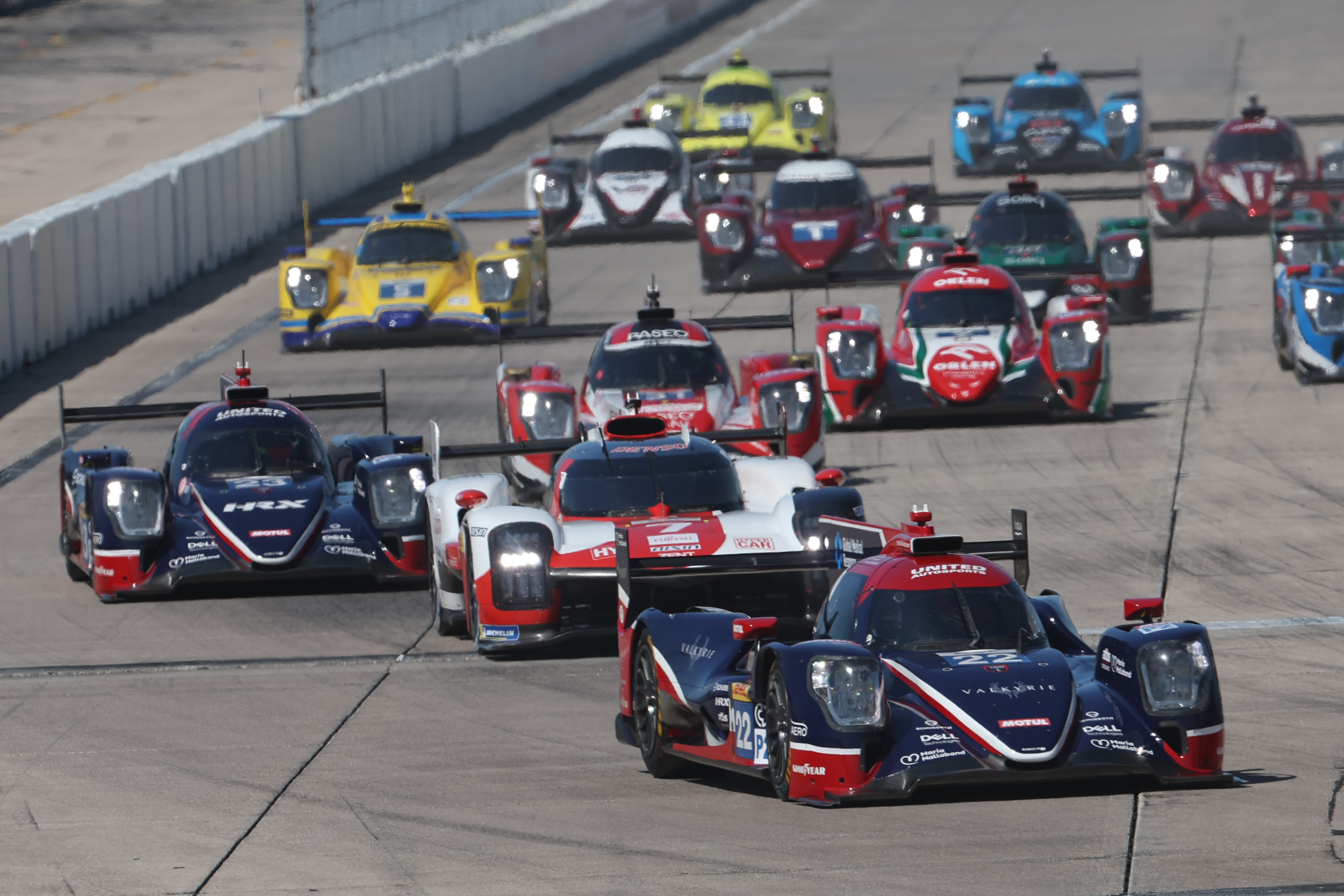
Rennstart; der Toyota GR010 Hybrid Startnummer 7 zwischen den LMP2-Fahrzeugen

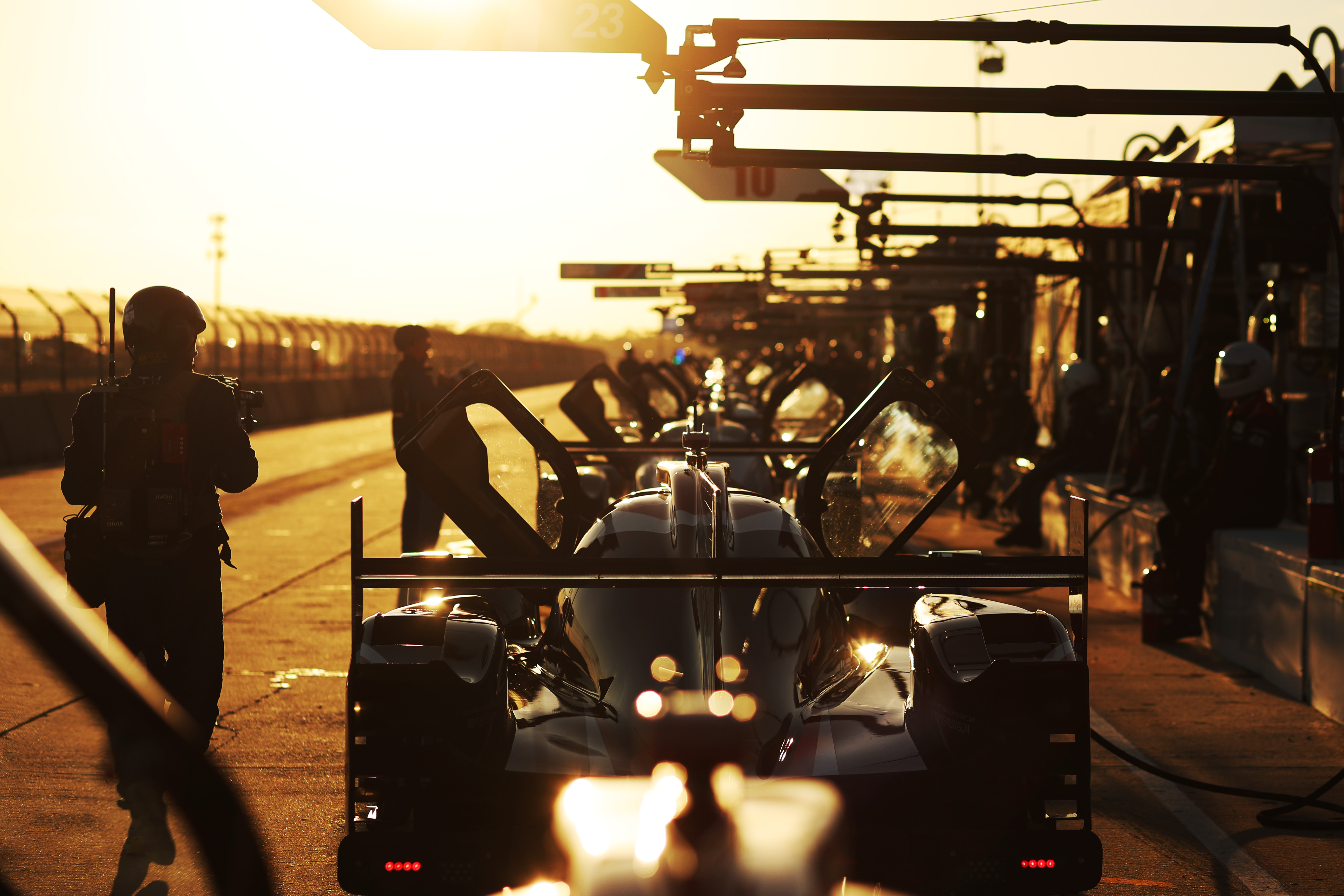
Boxengasse in der Dämmerung

Für den Alpine A480 – hier beim 24-Stunden-Rennen von Le Mans 2022 – gab es den ersten WEC-Sieg

Das 1000-Meilen-Rennen von Sebring 2022, auch 1000 Miles of Sebring 2022, fand am 18. März auf dem Sebring International Raceway statt und war der erste Wertungslauf der FIA-Langstrecken-Weltmeisterschaft dieses Jahres.

## Vor dem Rennen
Weit mehr als der Rennverlauf beschäftigte vor und nach dem Rennen die Balance of Performance der Le-Mans-Hypercars Fachjournalisten und die Teamleitung von Toyota Gazoo Racing. Um einen Ausgleich zwischen dem in seine fünfte Rennsaison gehenden Rebellion R13 (bei Oreca gebaut und vom Signatech-Rennstall als Alpine A480 eingesetzt) und dem neuen Hybrid-Hypercar von Toyota zu schaffen, wurde Letzterer massiv eingebremst. Dabei gingen die Verantwortlichen des ACO und der WEC offenbar viel zu weit, sodass sich die teuren und komplexen Hybrid-Rennwagen beim Prolog plötzlich im LMP2-Feld wiederfanden. Der GR010 Hybrid musste 30 kg mehr Gewicht tragen (1070 statt 1040 kg), die maximale Leistung reduzierte der ACO auf 506 Kilowatt und die zu verbrauchende Energie pro Stint von 909 auf 898 Kilojoule. Statt bei 120 km/h durfte der Hybridantrieb erst bei 190 km/h zugeschaltet werden. Davor lag der Grenzwert bei 120 km/h. Pascal Vasselon, der technische Direktor von Toyota-GAZOO-Racing sprach von einem großen Schlag gegen Toyota. Kommentatoren meinten bereits vor dem Rennen, dass die lange Geduld der Verantwortlichen bei Toyota mit Einschränkungen durch die BOP – in der Saison 2020 bremste der ACO die Toyota TS050 Hybrid bis zu vier Sekunden pro Runde ein, um den Rennwagen von Rebellion Racing Siegeschancen zu ermöglichen – bald zu Ende gehen könnte. Außerdem bestehe die Gefahr, dass einige Hersteller, die ihre Teilnahme an der Weltmeisterschaft 2023 angekündigt haben, die Entwicklung von teuren Hybrid-Rennwagen überdenken könnten.

## Der Rennverlauf
Wie von Toyota befürchtet, erreichten die beiden Toyota GR010 Hybrid im Qualifikationstraining hinter den schnellsten LMP2-Wagen die vierte und siebte Position. Trainingsschnellster war der Grandfathered-Alpine A480 mit einer Zeit von 1:47,707 Minuten. Da die Toyota gegenüber dem Alpine auch bei der Reichweite zwischen den Tankstopps keinen wesentlichen Vorteil mehr hatten, blieb der Alpine im Rennen unerreicht. Der Glickenhaus SCG 007 LMH von Olivier Pla, Romain Dumas und Ryan Briscoe konnte das Tempo der Toyota mitfahren, verlor aber gegen Rennende wegen zu starker Reifenabnutzung deutlich an Boden.
Das Rennen wurde zweimal mit der Roten Flagge unterbrochen. Der erste Abbruch erfolgte nach einem schweren Unfall von José María López im Toyota mit der Nummer 7. López war beim Überrunden mit dem Porsche 911 RSR-19 von Julien Andlauer kollidiert und drehte sich in einen Reifenstapel. Da der Wagen noch fahrbar war, versuchte er ihn mit schneller Fahrt an die Boxen zu bringen. Dabei löste sich die beschädigte Fronthaube und verkeilte sich so am Vorderwagen, dass sowohl die Bremsen als auch die Lenkung blockierte. Der Toyota prallte mit hoher Geschwindigkeit geradeaus in einen Reifenstapel und überschlug sich. López konnte dem Wrack unverletzt entsteigen und nahm die Schuld am Unfall auf sich.
Die zweite Unterbrechung kam nach einer Gewitterwarnung, da es in Florida gesetzliche Vorschriften gibt, die ein Arbeiten unter freiem Himmel bei einer Sturmwarnung untersagen. Da das Gewitter nicht abzog, beendete die Rennleitung das 1000-Meilen-Rennen nach 194 gefahrenen Runden. André Negrão, Nicolas Lapierre und Matthieu Vaxivière siegten im Alpine vor dem 7er-Toyota von Sébastien Buemi, Brendon Hartley und Ryō Hirakawa. Hirakawa fuhr sein erstes WEC-Rennen für Toyota; er war als Ersatz für den ins Management gewechselten Kazuki Nakajima ins Team gekommen. In der LMP2-Klasse gab es einen historischen Erfolg. Als Partner von Paul di Resta und Oliver Jarvis wurde der 16 Jahre und 32 Tage alte Josh Pierson der jüngste Klassensieger in der Geschichte des Sportwagensports.
Nur einen Tag nach dem 1000-Meilen-Rennen fand in Sebring das traditionelle 12-Stunden-Rennen statt. 21 Fahrer, die beim Weltmeisterschaftslauf starteten, waren auch beim 12-Stunden-Rennen gemeldet.

## Ergebnisse

### Schlussklassement
| Pos.        | Klasse    | Nr. | Team                      | Fahrer                                                 | Fahrzeug                 | Runden |
| ----------- | --------- | --- | ------------------------- | ------------------------------------------------------ | ------------------------ | ------ |
| 1           | LMH       | 36  | Alpine ELF Matmut         | André Negrão Nicolas Lapierre Matthieu Vaxivière       | Alpine A480              | 194    |
| 2           | LMH       | 8   | Toyota Gazoo Racing       | Sébastien Buemi Brendon Hartley Ryō Hirakawa           | Toyota GR010 Hybrid      | 194    |
| 3           | LMH       | 708 | Glickenhaus Racing        | Olivier Pla Romain Dumas Ryan Briscoe                  | Glickenhaus SCG 007 LMH  | 193    |
| 4           | LMP2      | 23  | United Autosports USA     | Paul di Resta Oliver Jarvis Josh Pierson               | Oreca 07                 | 192    |
| 5           | LMP2      | 31  | Team WRT                  | Sean Gelael Robin Frijns René Rast                     | Oreca 07                 | 192    |
| 6           | LMP2      | 41  | RealTeam by WRT           | Rui Andrade Ferdinand Habsburg Norman Nato             | Oreca 07                 | 192    |
| 7           | LMP2      | 9   | Prema Orlen Team          | Robert Kubica Louis Delétraz Lorenzo Colombo           | Oreca 07                 | 192    |
| 8           | LMP2      | 28  | Jota                      | Oliver Rasmussen Ed Jones Jonathan Aberdein            | Oreca 07                 | 192    |
| 9           | LMP2      | 38  | Jota                      | Roberto González António Félix da Costa Will Stevens   | Oreca 07                 | 192    |
| 10          | LMP2      | 22  | United Autosports USA     | Philip Hanson Filipe Albuquerque Will Owen             | Oreca 07                 | 192    |
| 11          | LMP2      | 5   | Team Penske               | Dane Cameron Emmanuel Collard Felipe Nasr              | Oreca 07                 | 192    |
| 12          | LMP2      | 83  | AF Corse                  | François Perrodo Nicklas Nielsen Alessio Rovera        | Oreca 07                 | 192    |
| 13          | LMP2      | 35  | Ultimate                  | Jean-Baptiste Lahaye Matthieu Lahaye François Hériau   | Oreca 07                 | 190    |
| 14          | LMP2      | 45  | Algarve Pro Racing        | Steven Thomas James Allen René Binder                  | Oreca 07                 | 190    |
| 15          | LMP2      | 1   | Richard Mille Racing Team | Lilou Wadoux Sébastien Ogier Charles Milesi            | Oreca 07                 | 189    |
| 16          | LMP2      | 44  | ARC Bratislava            | Miroslav Konôpka Mathias Beche Tijmen van der Helm     | Oreca 07                 | 188    |
| 17          | LMGTE-Pro | 92  | Porsche GT Team           | Michael Christensen Kévin Estre                        | Porsche 911 RSR-19       | 183    |
| 18          | LMGTE-Pro | 64  | Corvette Racing           | Tommy Milner Nick Tandy                                | Chevrolet Corvette C8.R  | 183    |
| 19          | LMGTE-Pro | 91  | Porsche GT Team           | Gianmaria Bruni Richard Lietz                          | Porsche 911 RSR-19       | 183    |
| 20          | LMGTE-Pro | 51  | AF Corse                  | Alessandro Pier Guidi James Calado                     | Ferrari 488 GTE Evo      | 183    |
| 21          | LMGTE-Am  | 98  | Northwest AMR             | Paul Dalla Lana David Pittard Nicki Thiim              | Aston Martin Vantage AMR | 180    |
| 22          | LMGTE-Pro | 52  | AF Corse                  | Miguel Molina Antonio Fuoco                            | Ferrari 488 GTE Evo      | 180    |
| 23          | LMGTE-Am  | 33  | TF Sport                  | Ben Keating Florian Latorre Marco Sørensen             | Aston Martin Vantage AMR | 180    |
| 24          | LMGTE-Am  | 56  | Team Project 1            | Brendan Iribe Ollie Millroy Ben Barnicoat              | Porsche 911 RSR-19       | 180    |
| 25          | LMGTE-Am  | 77  | Dempsey-Proton Racing     | Christian Ried Sebastian Priaulx Harry Tincknell       | Porsche 911 RSR-19       | 180    |
| 26          | LMGTE-Am  | 85  | Iron Dames                | Rahel Frey Michelle Gatting Sarah Bovy                 | Ferrari 488 GTE Evo      | 179    |
| 27          | LMGTE-Am  | 777 | D'station Racing          | Satoshi Hoshino Tomonobu Fujii Charlie Fagg            | Aston Martin Vantage AMR | 179    |
| 28          | LMGTE-Am  | 21  | AF Corse                  | Simon Mann Christoph Ulrich Toni Vilander              | Ferrari 488 GTE Evo      | 178    |
| 29          | LMGTE-Am  | 60  | Iron Lynx                 | Claudio Schiavoni Matteo Cressoni Giancarlo Fisichella | Ferrari 488 GTE Evo      | 178    |
| 30          | LMGTE-Am  | 54  | AF Corse                  | Thomas Flohr Francesco Castellacci Nick Cassidy        | Ferrari 488 GTE Evo      | 178    |
| 31          | LMP2      | 34  | Inter Europol Competition | Jakub Śmiechowski Fabio Scherer Esteban Gutiérrez      | Oreca 07                 | 174    |
| 32          | LMGTE-Am  | 88  | Dempsey-Proton Racing     | Fred Poordad Patrick Lindsey Julien Andlauer           | Porsche 911 RSR-19       | 169    |
| 33          | LMP2      | 10  | Vektor Sport              | Nico Müller Ryan Cullen Mike Rockenfeller              | Oreca 07                 | 157    |
| Ausgefallen |           |     |                           |                                                        |                          |        |
| 34          | LMGTE-Am  | 71  | Spirit of Race            | Franck Dezoteux Pierre Ragues Gabriel Aubry            | Ferrari 488 GTE Evo      | 122    |
| 35          | LMH       | 7   | Toyota Gazoo Racing       | Mike Conway Kamui Kobayashi José María López           | Toyota GR010 Hybrid      | 110    |
| 36          | LMGTE-Am  | 46  | Team Project 1            | Matteo Cairoli Mikkel Pedersen Nicolas Leutwiler       | Porsche 911 RSR-19       | 86     |

### Nur in der Meldeliste
Zu diesem Rennen sind keine weiteren Meldungen bekannt.

### Klassensieger
| Klasse    | Fahrer              | Fahrer           | Fahrer             | Fahrzeug                 | Platzierung im Gesamtklassement |
| --------- | ------------------- | ---------------- | ------------------ | ------------------------ | ------------------------------- |
| LMH       | André Negrão        | Nicolas Lapierre | Matthieu Vaxivière | Alpine A480              | Gesamtsieg                      |
| LMP2      | Paul di Resta       | Oliver Jarvis    | Josh Pierson       | Oreca 07                 | Rang 4                          |
| LMGTE-Pro | Michael Christensen | Kévin Estre      |                    | Porsche 911 RSR-19       | Rang 17                         |
| LMGTE-Am  | Paul Dalla Lana     | David Pittard    | Nicki Thiim        | Aston Martin Vantage AMR | Rang 21                         |

### Renndaten
- Gemeldet: 36
- Gestartet: 36
- Gewertet: 33
- Rennklassen: 4
- Zuschauer: unbekannt
- Wetter am Rennwochenende: erst warm und trocken, gegen Rennende Gewitter
- Streckenlänge: 6,019 km
- Fahrzeit des Siegerteams: 7:15:37,293 Stunden
- Runden des Siegerteams: 194
- Distanz des Siegerteams: 1167,686 km
- Siegerschnitt: unbekannt
- Pole Position: André Negrao – Alpine A480 (#36) – 1:47,707 = 201,739 km/h
- Schnellste Rennrunde: André Negrao – Alpine A480 (#36) – 1:49,033 = 198,730 km/h
- Rennserie: 1. Lauf zur FIA-Langstrecken-Weltmeisterschaft 2022